# Haley Anderson
Haley Danita Anderson (ur. 20 listopada 1991 w Santa Clara) – amerykańska pływaczka, specjalizująca się w stylu dowolnym na długich dystansach.
Wicemistrzyni olimpijska z Londynu (2012) na dystansie 10 km na otwartym akwenie. W 2013 w Barcelonie wywalczyła złoto mistrzostw świata na 5 km na otwartym akwenie.
Jej siostrą jest Alyssa - mistrzyni olimpijska w sztafecie 4 × 200 m stylem dowolnym.